# Народно-демократический фронт (Румыния)
Народно-демократический фронт (НДФ; рум. Frontul Democrației Populare, FDP) — политическая организация в Румынской Народной Республике и Социалистической Республики Румынии, существовавшая в 1944-1968 гг. и находившаяся под контролем со стороны сначала Румынской рабочей партии (РРП), а с 1965 года — Румынской коммунистической партии (РКП).

## История
НДФ был создан в октябре 1944 года, и первоначально носил название Национально-демократический фронт (рум. Frontul Naţional Democrat). В состав Фронта входили РКП, Румынская социал-демократическая партия, Фронт земледельцев и ряд других партий и организаций; руководящей силой фронта была РКП. На парламентских выборах 1946 года НДФ стал основой Блока демократических сил, получившего 347 из 414 мест в Парламенте
В декабре 1947 года король Румынии Михай I отрёкся, под давлением коммунистов, от престола; в стране была провозглашена народная республика. В начале 1948 года произошло объединение коммунистической и социал-демократической партий в единую Румынскую рабочую партию (РРП). В феврале 1948 года состоялся съезд Национально-демократического фронта, на котором он был переименован в Народно-демократический фронт. С этого времени НДФ, как и другие народные фронты" в социалистических странах, был полностью подконтролен правящей партии, признавая её руководящую роль. В состав фронта были включены все легальные политические организации — такие, как молодёжная и женская организация компартии, а также профсоюзы.
На выборах 1948 года НДФ получил 93 % голосов и 405 из 414 мест в парламенте (из них 201 место получила РРП); есть свидетельства, что эти выборы, как и предыдущие, были сфальсифицированы коммунистами. 
Выборы 1948 года были последними выборами, в которых принимали участие оппозиционные партии; вскоре после этого Румыния стала однопартийным государством. На всех последующих выборах граждане голосовали за единый список кандидатов от НДФ, и каждый раз этот список побеждал с результатом не менее чем 99 % голосов.
В 1968 году Народно-демократический фронт был распущён. Вместо него была создана новая организация — Фронт социалистического единства.